# David Roas
David Roas Deus (Barcelona, 14 de julio de 1965) es un escritor y crítico literario español, especializado en literatura fantástica. Es profesor de Teoría de la Literatura y Literatura Comparada en la Universidad Autónoma de Barcelona, donde dirige el Grupo de Estudios sobre lo Fantástico (GEF). En la Historia natural de los cuentos de miedo se menciona en distintas ocasiones a este autor, como crítico y narrador destacado del género fantástico en España. Según el periodista y escritor Rubén Sánchez Trigos, Roas es «probablemente el mayor especialista en literatura fantástica» de España.

## Obra
Roas ha publicado los siguientes libros de cuentos y microrrelatos: Los dichos de un necio (1996), Horrores cotidianos (2007), Distorsiones (2010) e Intuiciones y delirios (2012). Con el libro Distorsiones obtuvo el VIII Premio Setenil al mejor libro de cuentos del año. Roas es asimismo autor de la novela negra Celuloide sangriento (1996), así como de Meditaciones de un arponero (2008), libro de crónicas humorísticas, publicadas originalmente en la revista "Quimera".
Algunas de sus narraciones cortas han sido recogidas en  antologías como Mutantes. Narrativa española de última generación (2007), Perturbaciones. Antología del relato fantástico español actual (2009) y Por favor, sea breve - 2 (2009).
Dentro de su labor de crítico, ha dedicado sus esfuerzos principalmente a la literatura fantástica. Entre sus estudios, se encuentran: Teorías de lo fantástico (2001), Hoffmann en España (2002), De la maravilla al horror. Los orígenes de lo fantástico en la cultura española (1750-1860) (2006), La sombra del cuervo. Edgar Allan Poe y la literatura fantástica española del siglo XIX (2011) y Tras los límites de lo real. Una definición de lo fantástico (2011), obra por la que obtuvo el IV Premio Málaga de Ensayo.
Roas ha publicado igualmente varias antologías dedicadas a la narrativa fantástica española de los siglos XIX y XX: El castillo del espectro. Antología de relatos fantásticos españoles del siglo XIX (2002); Cuentos fantásticos del siglo XIX (España e Hispanoamérica) (2003), y, en colaboración con Ana Casas, La realidad oculta. Cuentos fantásticos españoles del siglo XX (2008).

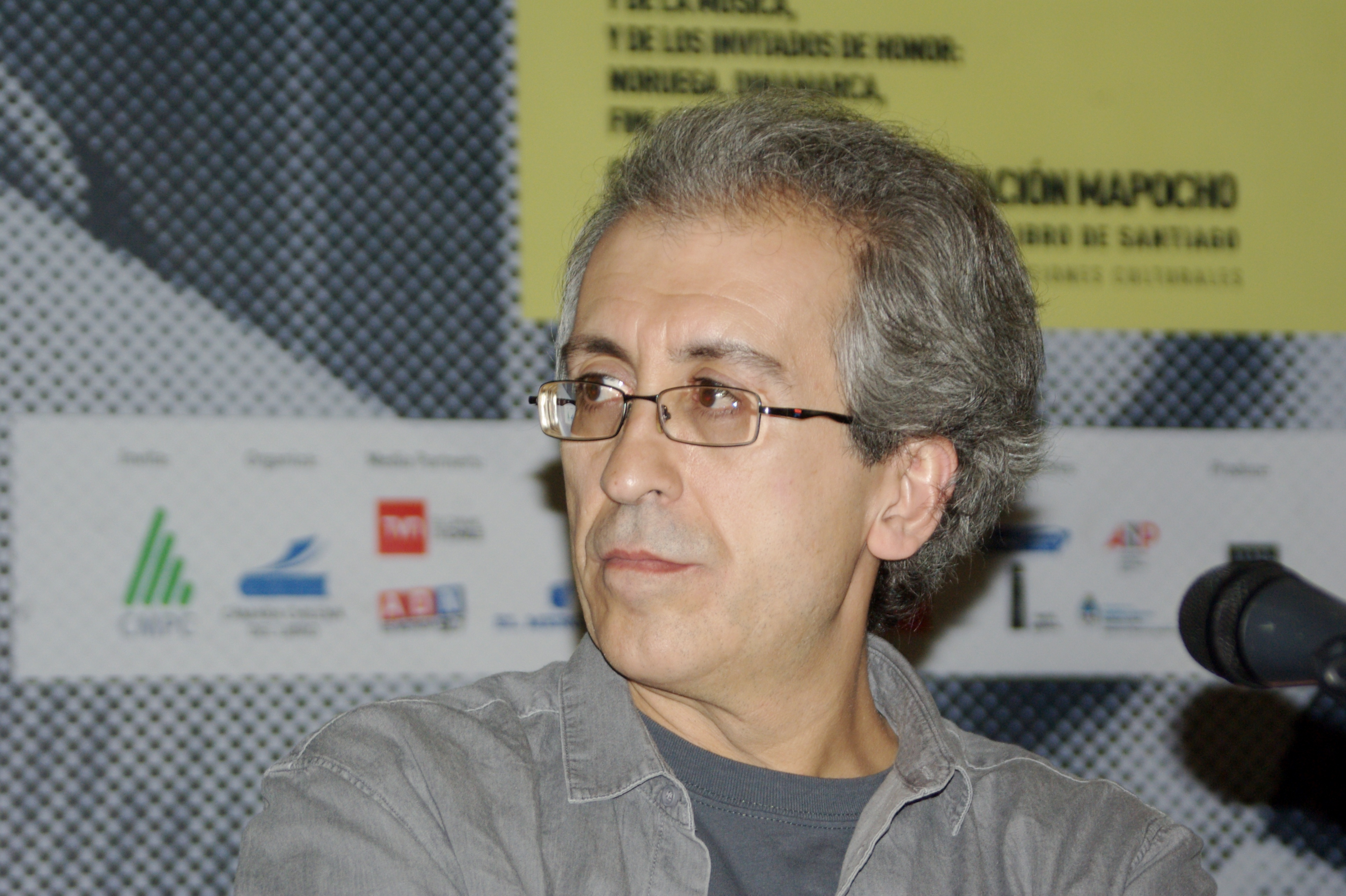
Roas en la FILSA 2015

Este autor ha dedicado muchas páginas a la literatura terrorífica, que él mismo ha practicado como escritor y en la cual es considerado un experto. Según Roas, «cualquier historia fantástica está vinculada con el miedo»; por otra parte: «El miedo propio de lo fantástico (metafísico) no es sólo una experiencia psicológica (como también lo es el miedo ‘físico’, el que nace ante la amenaza física que puede dañarnos o matarnos), sino una reacción intelectual: el relato fantástico sustituye la familiaridad por lo extraño, nos sitúa inicialmente en un mundo cotidiano, normal (el nuestro), que inmediatamente es asaltado por un fenómeno imposible –y, como tal, incomprensible– que subvierte los códigos –las certezas– que hemos diseñado para percibir y comprender la realidad. En definitiva, destruye nuestra concepción de lo real y nos instala en la inestabilidad y, por ello, en la absoluta inquietud».
David Roas es defensor a ultranza del relato breve frente a la preponderancia excesiva de la novela. En una entrevista de 2010, con motivo de la publicación de su libro de cuentos Distorsiones, afirmó: «No se trata tanto de compararlo con la novela, que por su extensión permite juegos y procedimientos vedados al cuento, sino de reivindicar la narrativa breve, de apostar por su potencial como arma de experimentación masiva. Novela y cuento (y su expresión mínima, el microrrelato) son dos géneros igualmente dignos y dinámicos para introducir en ellos todo tipo de estructuras, estilos, experimentos formales y variantes temáticas. Pero, a veces, nos fijamos demasiado en la novela y olvidamos que el cuento, gracias a su brevedad, resulta una forma excelente para seguir abriendo nuevos caminos en la ficción».
Acerca del notable auge experimentado recientemente por la literatura fantástica en España, Roas y Ana Casas afirman en el prólogo de La realidad oculta. Cuentos fantásticos españoles del siglo XX: 

La suma de estos factores [el cambio de actitud respecto al cuento; la influencia de Borges y Cortázar; la recuperación de grandes maestros del terror; la influencia del cine] ha rescatado a lo fantástico del cajón de la subliteratura, otorgándole el lugar que merecía en el panorama literario español. Y no sólo en lo que se refiere a escritores, lectores, críticos y editores, sino también en relación al mundo académico, que hasta los 80, salvo honrosas excepciones, había hecho oídos sordos al género.

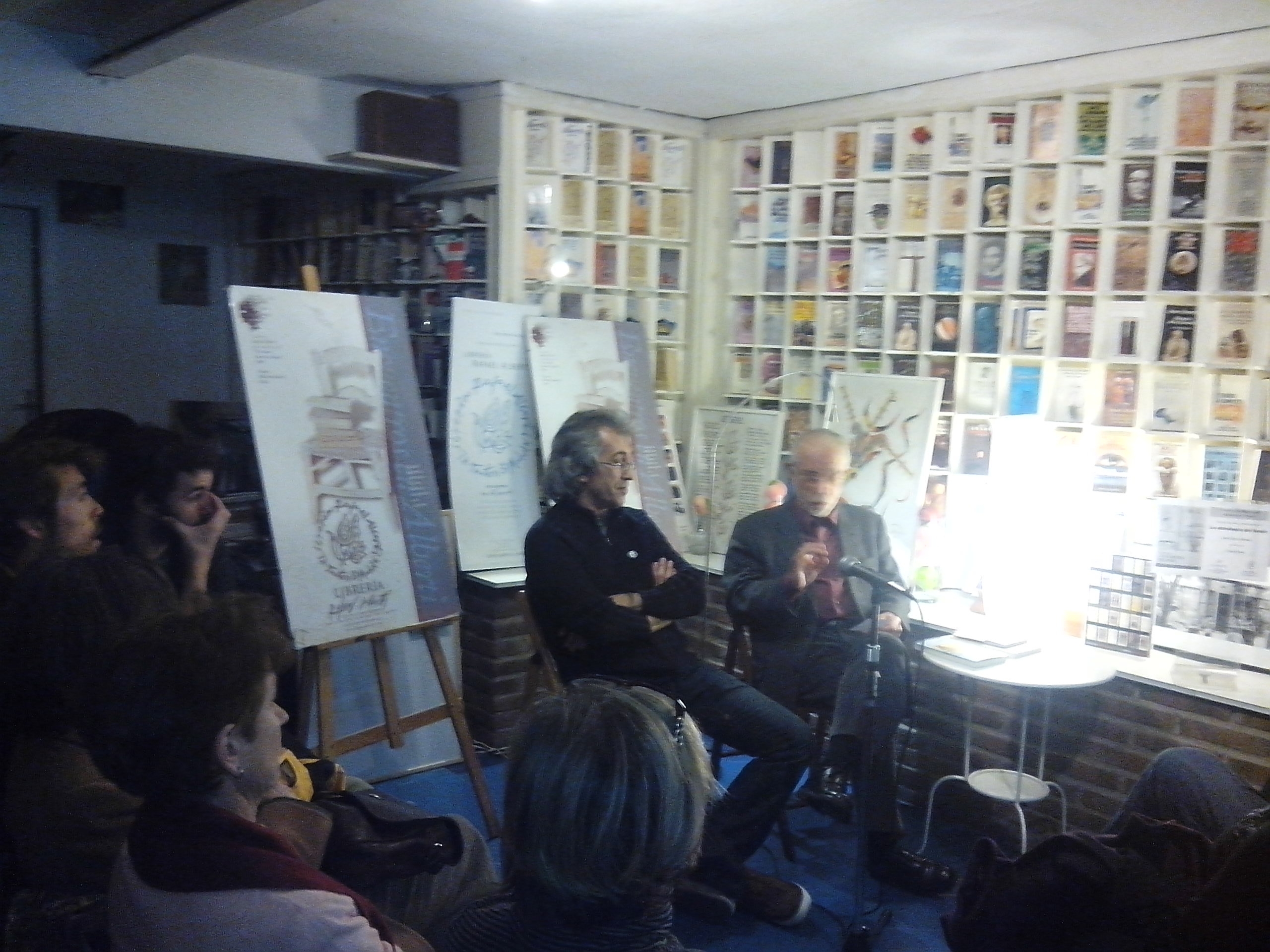
David Roas y José María Merino presentando La estrategia del koala, Librería Rafael Alberti, Madrid, 2014.

En 2013 publicó la novela La estrategia del Koala. Según la revista literaria Zona de Obras, esta historia «destila algo de rabia y se sirve del humor para cuestionar la propia identidad, la certeza de la memoria y el influjo de la familia en el propio yo. Fontana es un tipo solitario, hipocondriaco de manual, un cínico que esconde con celo su lado sentimental. Roas disfruta dando saltos sobre la frontera entre la fantasía y la realidad, y tiene el pincel bien lleno de rojos y ocres a la hora de dibujar la sorna salvadora de su personaje, un tipo capaz de reflexiones como la que sigue, en el contexto de un funeral: "La pertinaz (y traicionera) alianza entre el espacio y el tiempo gallegos ha actuado, por una vez, a mi favor, y cuando he llegado a la iglesia, todo el mundo estaba ya en el cementerio. Los primos aún no se han dado cuenta de que estoy aquí. Mejor"».

### Narrativa
- Los dichos de un necio (Los Trabajos de Sísifo, Manresa, 1996; para e-book, Digitalia, Nueva York, 2010)
- Horrores cotidianos (Menoscuarto, Palencia, 2007; y Borrador Editores, Lima, 2009)
- Distorsiones (Páginas de Espuma, Madrid, 2010)
- Intuiciones y delirios (Editorial Micrópolis, Lima, 2012)
- Celuloide sangriento (Diari de Sabadell, 1996; reeditada para e-book, Digitalia, Nueva York, 2011)
- La estrategia del koala (Candaya, Barcelona, 2013)
- Bienvenidos a Incaland (Páginas de Espuma, Madrid, 2014)
- Invasión (Páginas de Espuma, Madrid, 2018)
- La casa ciega (Trascender, Lima, 2018)
- Monstruario (Pandemonium, Lima, 2021)

### Ensayo
- Teorías de lo fantástico (Arco Libros, Madrid, 2001)
- Hoffmann en España (Biblioteca Nueva, Madrid, 2002)
- De la maravilla al horror. Los orígenes de lo fantástico en la cultura española (1750-1860) (Mirabel, Vilagarcía de Arousa, 2006)
- Meditaciones de un arponero (humorístico, E.D.A., Málaga, 2008).
- La sombra del cuervo. Edgar Allan Poe y la literatura fantástica española del siglo XIX (Devenir, Madrid, 2011)
- Tras los límites de lo real. Una definición de lo fantástico (Páginas de Espuma, Madrid, 2011)
- A ameaça do fantástico. Aproximações teóricas (trad. Julián Fuks, Editora UNESP, São Paulo, 2014)
- con Ana Casas, Voces de lo fantástico en la narrativa española contemporánea (e.d.a., Málaga, 2016)
- Behind the Frontiers of the Real. A Definition of the Fantastic (trad. Simon Breden, Palgrave Macmillan, Nueva York, 2018)
- (ed.), El monstruo fantástico. Visiones y perspectivas (Aluvión, Madrid, 2016)
- (dir.), Historia de lo fantástico en la cultura española contemporánea (1900-2015) (Iberoamericana/Vervuert, Madrid/Frankfurt, 2017)
- Reis, Carlos, David Roas, Filipe Furtado, Flavio García y Júlio França (eds.), Dicionário Digital do Insólito Ficcional (e-DDIF) (Dialogarts, Rio de Janeiro, 2019)
- con Alessandra Massoni (eds.), Las creadoras ante lo fantástico. Visiones desde la narrativa, el cine y el cómic (Visor, Madrid, 2020=

### Relatos en antologías
- Mutantes. Narrativa española de última generación (Berenice, Córdoba, 2007)
- Perturbaciones. Antología del relato fantástico español actual (Salto de Página, Madrid, 2009)
- Por favor, sea breve - 2 (Páginas de Espuma, Madrid, 2009).
- No entren al 1408 (Antología en español tributo a Stephen King, edición de Jorge Luis Cáceres, La Biblioteca de Babel, Quito, 2013; La Cifra Editorial, México D.F. 2014 e Interzona Editora, Buenos Aires, 2015).[12]

### Antologías editadas
- El castillo del espectro. Antología de relatos fantásticos españoles del siglo XIX (Círculo de Lectores, Barcelona, 2002)
- Cuentos fantásticos del siglo XIX (España e Hispanoamérica) (Marenostrum, Madrid, 2003)
- La realidad oculta. Cuentos fantásticos españoles del siglo XX (Menoscuarto, Palencia, 2008, con Ana Casas).
- 201. (Compiladores: David Roas y José Donayre). Lima: Ediciones Altazor, 2013.
- 201. Lado B. (Compiladores: David Roas y José Donayre). Lima: Ediciones Altazor, 2014.

## Premios
| Predecesor: Francisco López Serrano | Premio Setenil 2011 | Sucesora: Clara Obligado |